# A magyar labdarúgó-válogatott mérkőzései 2025-ben
Ez a magyar labdarúgó-válogatott 2025-ös mérkőzéseiről szóló cikk. A válogatott márciusban a 2024–2025-ös UEFA Nemzetek Ligája osztályozóján vesz részt. Az osztályozó sorsolását 2024. november 22-én tartották. Az osztályozón Törökország az ellenfél. 2025-ben kerül sor a 2026-os labdarúgó-világbajnokság európai selejtezőire. A vb-selejtező sorsolását 2024. december 13-án tartották. A válogatott a Portugália–Dánia NL-negyeddöntő mérkőzés továbbjutójával, valamint Írországgal és Örményországgal került egy csoportba. Júniusban két felkészülési mérkőzésre van lehetőség.

## Eredmények
Győzelem
      Döntetlen
      Vereség
1000. mérkőzés – 2024–2025-ös UEFA Nemzetek Ligája, osztályozó
| 2025. március 20. 20:00 (18:00) |

| Törökország                                 | 3–1                         | Magyarország                          |
| ------------------------------------------- | --------------------------- | ------------------------------------- |
| Kökçü 9' 41' Aktürkoğlu 69' Can Kahveci 75' | (1–1) Jegyzőkönyv Részletek | Schäfer 19' 25' Nagy Zs. 64' Kata 77' |

| Rams Park, Isztambul Nézőszám: 40 000 Játékvezető: Ivan Kružliak (szlovák) |

1001. mérkőzés – 2024–2025-ös UEFA Nemzetek Ligája, osztályozó
| 2025. március 23. 18:00 |

| Magyarország | 0 – 3   | Törökország                                                         |
| ------------ | ------- | ------------------------------------------------------------------- |
|              | (0 – 2) | 37' Çalhanoğlu Hakan (11-es) 39' Güler Arda 90' Bardakcı Abdülkerim |

| Puskás Aréna, Budapest (Magyarország) Nézőszám: 59.236 Játékvezető: Zwayer Felix (német) |

1002. mérkőzés – felkészülési mérkőzés
| 2025. június 6. |

| Magyarország | – | Svédország |
| ------------ | - | ---------- |
|              |   |            |

|  |

1003. mérkőzés – felkészülési mérkőzés
| 2025. június 10. |

| Azerbajdzsán | – | Magyarország |
| ------------ | - | ------------ |
|              |   |              |

|  |

1004. mérkőzés – 2026-os labdarúgó-világbajnokság-selejtező
| 2025. szeptember 6. 20:45 (19:45 UTC+1) |

| Írország | – | Magyarország |
| -------- | - | ------------ |
|          |   |              |

|  |

1005. mérkőzés – 2026-os labdarúgó-világbajnokság-selejtező
| 2025. szeptember 9. 20:45 |

| Magyarország | – | Portugália |
| ------------ | - | ---------- |
|              |   |            |

|  |

1006. mérkőzés – 2026-os labdarúgó-világbajnokság-selejtező
| 2025. október 11. 18:00 |

| Magyarország | – | Örményország |
| ------------ | - | ------------ |
|              |   |              |

|  |

1007. mérkőzés – 2026-os labdarúgó-világbajnokság-selejtező
| 2025. október 14. 20:45 |

| Portugália | – | Magyarország |
| ---------- | - | ------------ |
|            |   |              |

|  |

1008. mérkőzés – 2026-os labdarúgó-világbajnokság-selejtező
| 2025. november 13. 18:00 (21:00 UTC+4) |

| Örményország | – | Magyarország |
| ------------ | - | ------------ |
|              |   |              |

|  |

1009. mérkőzés – 2026-os labdarúgó-világbajnokság-selejtező
| 2025. november 16. 15:00 |

| Magyarország | – | Írország |
| ------------ | - | -------- |
|              |   |          |

|  |